# Джованнини, Андреа
Андреа Джованнини (итал. Andrea Giovannini; 27 августа 1993, Тренто, Италия) — итальянский конькобежец; участник зимних Олимпийских игр 2014, 2018 и 2022 годов, бронзовый призёр чемпионата мира, 2-кратный призёр чемпионата Европы, 21-кратный чемпион Италии и 10-кратный призёр. Выступает за клуб "GS Fiamme Gialle". 

## Биография
Андреа Джованнини родился в Тренто, но начал кататься на коньках в Базельга-ди-Пине на озере Серрайя в возрасте 6-ти лет. Его родители сразу записали Андреа в конькобежный клуб Пине, где он стал постигать навыки катания. С 8 лет он уже участвовал в соревнованиях в Коллальбо и Базельга-ди-Пине, а с 2007 по 2013 год ему не было равных на юниорском чемпионате Италии в многоборье и спринте.
В сезоне 2009/10 дебютировал на Кубке мира среди юниоров и на чемпионате мира среди юниоров в Москве. В 2012 году Андреа стал 3-м на чемпионате Италии по многоборью среди взрослых, а через год занял 2-е место. В марте 2013 года на чемпионате мира среди юниоров в Коллальбо выиграл с партнёрами командную гонку, занял 2-е место в забеге на 5000 м и 3-е место в общем зачёте многоборья, и дебютировал на Кубке мира.
В декабре 2013 года на зимней Универсиаде в Трентино завоевал бронзу в командной гонке. В январе 2014 года впервые выиграл чемпионат Италии по многоборью, следом дебютировал на чемпионате Европы в Хамаре и на зимних Олимпийских играх в Сочи, где занял на дистанции 5000 метров 15-е место. В марте 2014 года на дебютном чемпионате мира в классическом многоборье в Херенвене занял 17-е место.
В сезоне 2014/15 Джованнини впервые выиграл масс-старт на 2-м этапе Кубка мира в Сеуле. В январе 2014 года занял 11-е место в сумме многоборья на чемпионате Европы в Челябинске, а в феврале на чемпионате мира на отдельных дистанциях в Херенвене занял 5-е места в масс-старте и в командной гонке. На чемпионате мира в Калгари в классическом многоборье занял 15-е место.
В сезоне 2015/16 на Кубке мира в Калгари он занял 3-е место в командной гонке, в начале 2016 года на чемпионате Европы в Минске поднялся на 5-е место в многоборье, на чемпионате мира на отдельных дистанциях в Коломне занял 4-е место в командной гонке и на чемпионате мира в Берлине стал 6-м в классическом многоборье.
В сезоне 2016/17 Андреа вновь выиграл масс-старт на Кубке мира в Астане, на чемпионате Европы в Херенвене и на чемпионате мира в классическом многоборье в Хамаре занял 6-е место в многоборье и такое же место в командной гонке на чемпионате мира на отдельных дистанциях в Канныне.
В январе 2018 года Джованнини выиграл серебряную медаль в масс-старте на чемпионате Европы в Коломне, а через месяц на зимних Олимпийских играх в Пхёнчхане он стал 20-м на дистанции 5000 метров, 27-м на 1500 метров, 12-м в масс-старте и 6-м в командной гонке. В сезоне 2018/19 одержал победу в масс-старте на Кубке мира в Обихиро, занял 6-е место в многоборье на чемпионате Европы в Коллальбо.
На индивидуальном чемпионате мира в Инцелле занял лучшее 4-е место в масс-старте, уступив 3-е место корейскому спортсмену Чон Чжэ Вону. В командной гонке с партнёрами стал 6-м. В 2020 году Андреа занял 4-е места в командной гонке и масс-старте на чемпионате Европы в Херенвене. На чемпионате мира в Солт-лейк-Сити занял лучшее 6-е место в командной гонке, а через год был 5-м в Херенвене.
В январе 2022 года на чемпионате Европы в Херенвене выиграл бронзовую медаль в командной гонке, занял 5-е место в масс-старте и 13-е место на 5000 м. В феврале на зимних Олимпийских играх в Пекине занял 11-е место в масс-старте и 20-е в забеге на 5000 м. В общем зачёте Кубка мира сезона 2021/22 он занял 2-е место в масс-старте, повторив результат 2017 и 2018 годов.
Сезон 2022/23 Джованнини начал с 3-го места на 2-м этапе Кубка мира в масс-старте, а также занял 1-е место на 3-м этапе в Калгари, 2-е на 5-м этапе и 3-е на 6-м этапе, в итоге вновь стал 2-м в общем зачёте Кубка мира. В марте 2023 года завоевал впервые бронзовую медаль в масс-старте на чемпионате мира на отдельных дистанциях в Херенвене, занял 4-е место в командной гонке и 8-е в забеге на 10 000 м.

## Спортивные достижения
| Год  | Чемпионат мира среди юниоров        | Чемпионат Европы | ЧM многоборье | ЧM на отдельных дистанциях                   | Олимпийские игры |
| ---- | ----------------------------------- | ---------------- | ------------- | -------------------------------------------- | ---------------- |
| 2010 | 49e 1500 м                          |                  |               |                                              |                  |
| 2011 | 23e 1500 м                          |                  |               |                                              |                  |
| 2012 | 11e многоборье 13e 1500 м 6e 5000 м |                  |               |                                              |                  |
| 2013 | многоборье · 9e 1500 м · 5000 м     |                  |               |                                              |                  |
| 2014 |                                     | NC14e            | NC17e         |                                              | 17e 5000 м       |
| 2015 |                                     | NC11e            | NC15e         | 14e 5000 м 5e командная гонка 5e масс-старт  |                  |
| 2016 |                                     | 5e               | 6e            | 10e 5000 м 4e командная гонка                |                  |
| 2017 |                                     | 6e               | 6e            | 12e 5000 м 20e масс-старт 6e командная гонка |                  |

- (500 м, 5000 м, 1500 м, 10 000 м) и для юниоров (500 м, 3000 м, 1000 м, 5000 м)
- NC = не отобрался на заключительную дистанцию

## Личная жизнь
Андреа Джованнини окончил Технологический институт Андреа Поццо в Тренто в области геодезии. Его жена Линда Бортолотти также бывшая конькобежка и представляла Италию на этапах Кубка мира. У них есть ребёнок. Он проводит свободное время с друзьями, катается на велосипеде и читает хорошие книги. В мае 2013 года умерла его мама Бруно из-за тяжёлой болезни.